# Ølstykke-Stenløse
Ølstykke-Stenløse – miasto w Danii, w regionie Stołecznym, w gminie Egedal.